# Пратер, Кимберли
Кимберли «Ким» Пратер (англ. Kimberly (Kim) A. Prather; род. в Санта-Розе, Калифорния) — американский учёный, атмосферный химик. В центре её внимания антропогенный фактор во влиянии на атмосферу и климат. Доктор философии (1990), заслуженный профессор Scripps Institution of Oceanography и на кафедре химии и биохимии Калифорнийского университета в Сан-Диего, в котором трудится с 2001 года. Член Национальных Академии наук (2020) и Инженерной академии (2019) США, а также Американского философского общества (2022).

## Биография
Окончила Калифорнийский университет в Дейвисе (бакалавр, 1985) и там же получила степень доктора философии по химии (1990). В 1990-92 гг. постдок по физической химии Калифорнийского университета в Беркли, занималась с нобелевским лауреатом Ли Юаньчжэ. Поступила ассистент-профессором в Калифорнийский университет в Риверсайде, с 2001 года в Калифорнийском университете в Сан-Диего, в котором ныне заслуженный профессор Scripps Institution of Oceanography и на кафедре химии и биохимии.
Фелло Американской академии искусств и наук (2010), Американской ассоциации содействия развитию науки (2009) и Американского геофизического союза (2010).
Автор более 200 статей в авторитетных научных журналах.
Публиковалась в Nature Geoscience, PNAS и др.

## Награды и отличия
- National Science Foundation Young Investigator (1994)
- American Society for Mass Spectrometry Award (1994)
- National Science Foundation Special Creativity Award (1997)
- GAeF Smoluchowski Award (1998)
- Kenneth T. Whitby Award (1999)
- ACS Analytical Chemistry Arthur F. Findeis Award (2000)
- American Chemical Society Award for Creative Advances in Environmental Science & Technology (2010)
- ACS San Diego Distinguished Scientist Award (2011)
- Haagen-Smit Clean Air Award (2015)
- Вошла в Top 50 Women in the Analytical Sciences, The Analytical Scientist Power List (2016)
- Вошла в Top 10 Public Defenders (Scientists Protecting People and the Planet), Analytical Scientist (2017)
- Chancellor’s Associates Excellence Award in Research in Science and Engineering (2018)
- American Chemical Society Frank H. Field & Joe L. Franklin Award for Outstanding Achievement in Mass Spectrometry (2020)[3][8]
- NAS Award in Chemical Sciences[англ.] (2024)